# Gyöngyköles

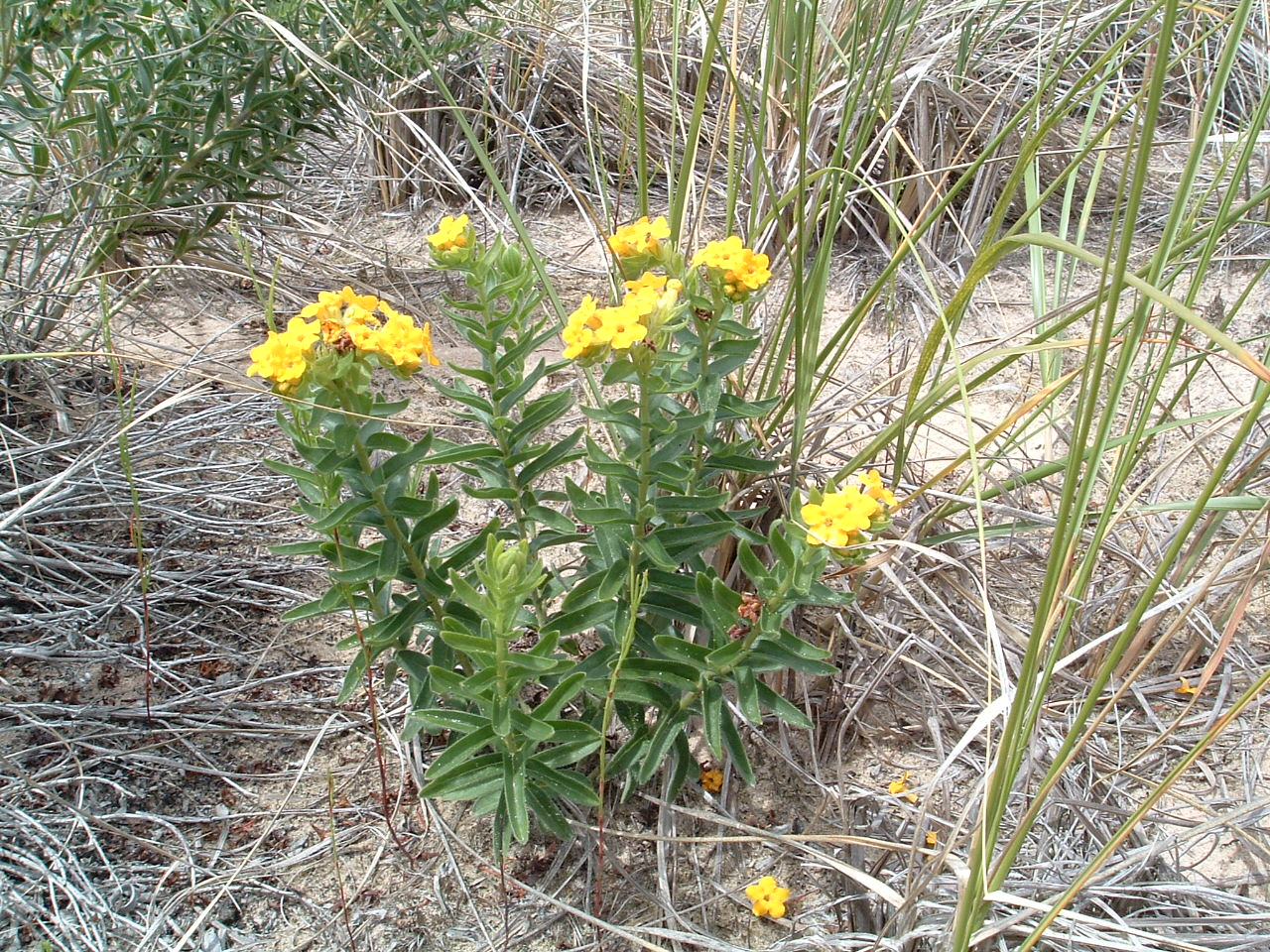
Lithospermum caroliniense

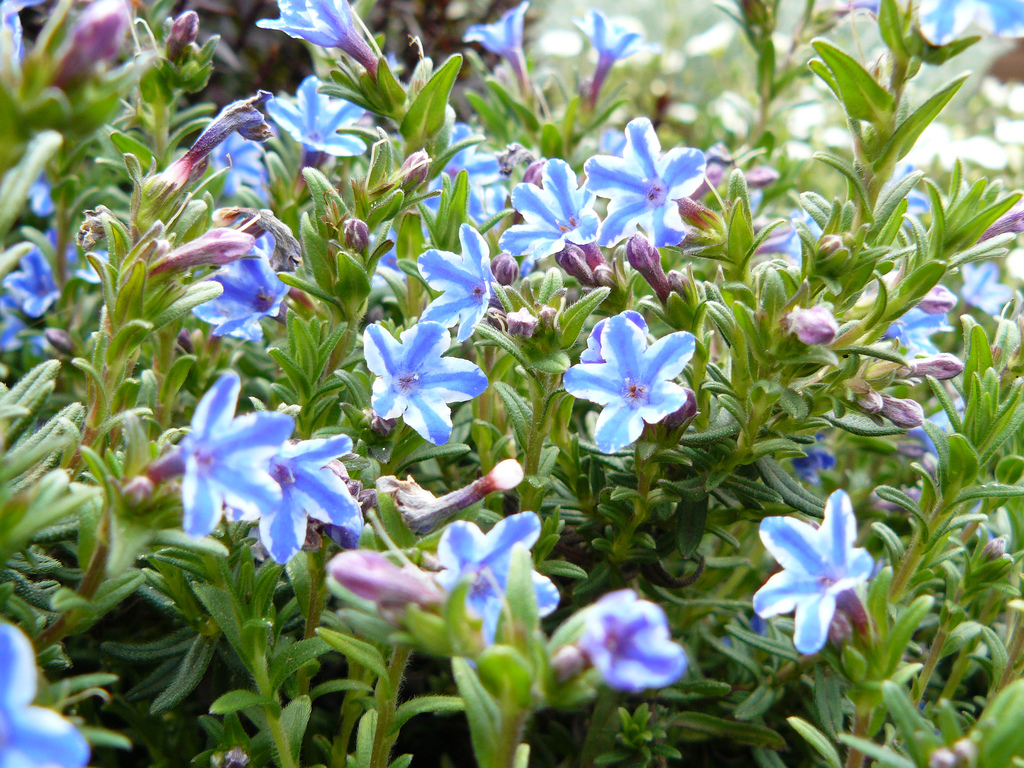
Lithospermum diffusum

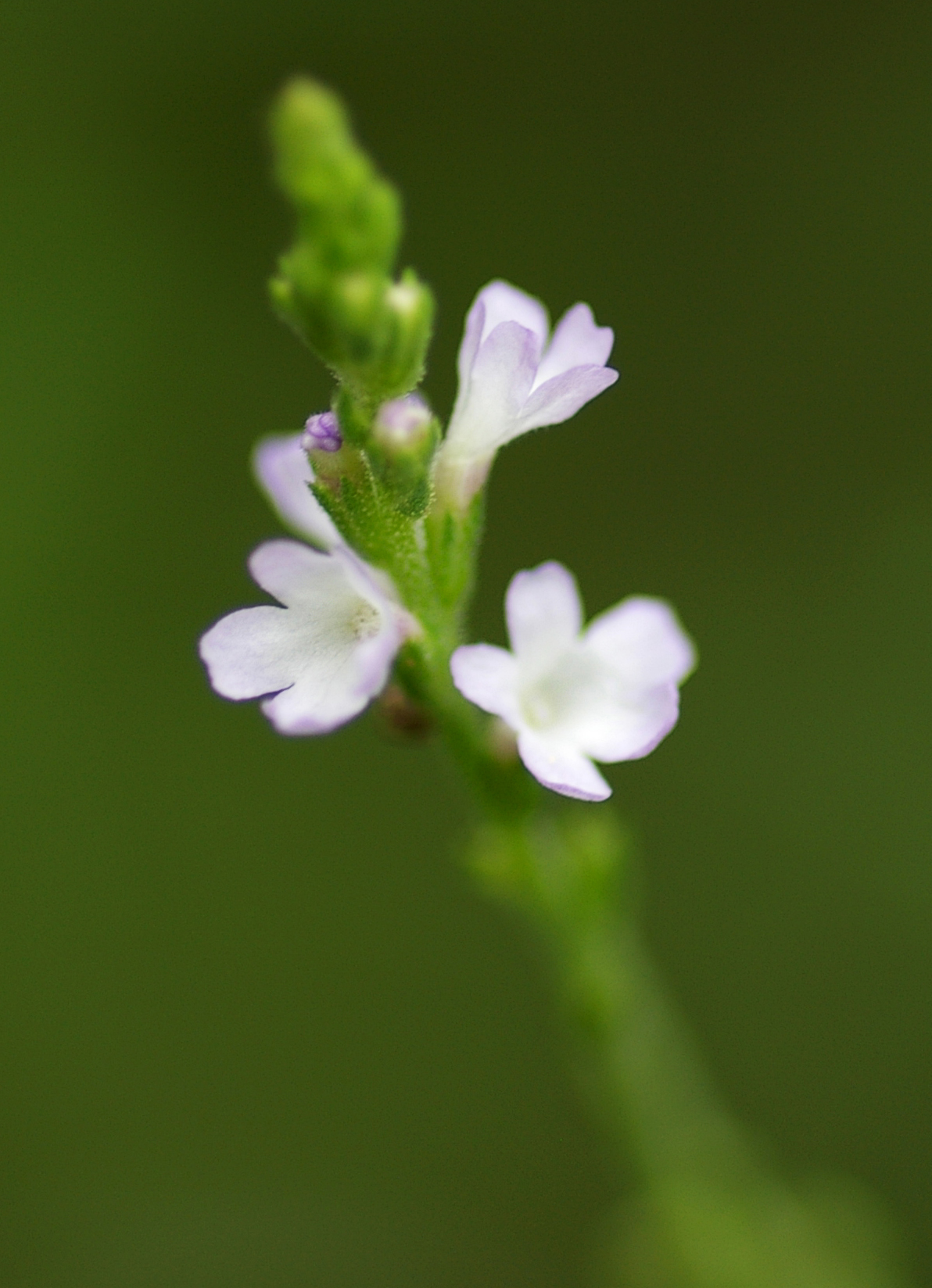
Lithospermum erythrorhizon

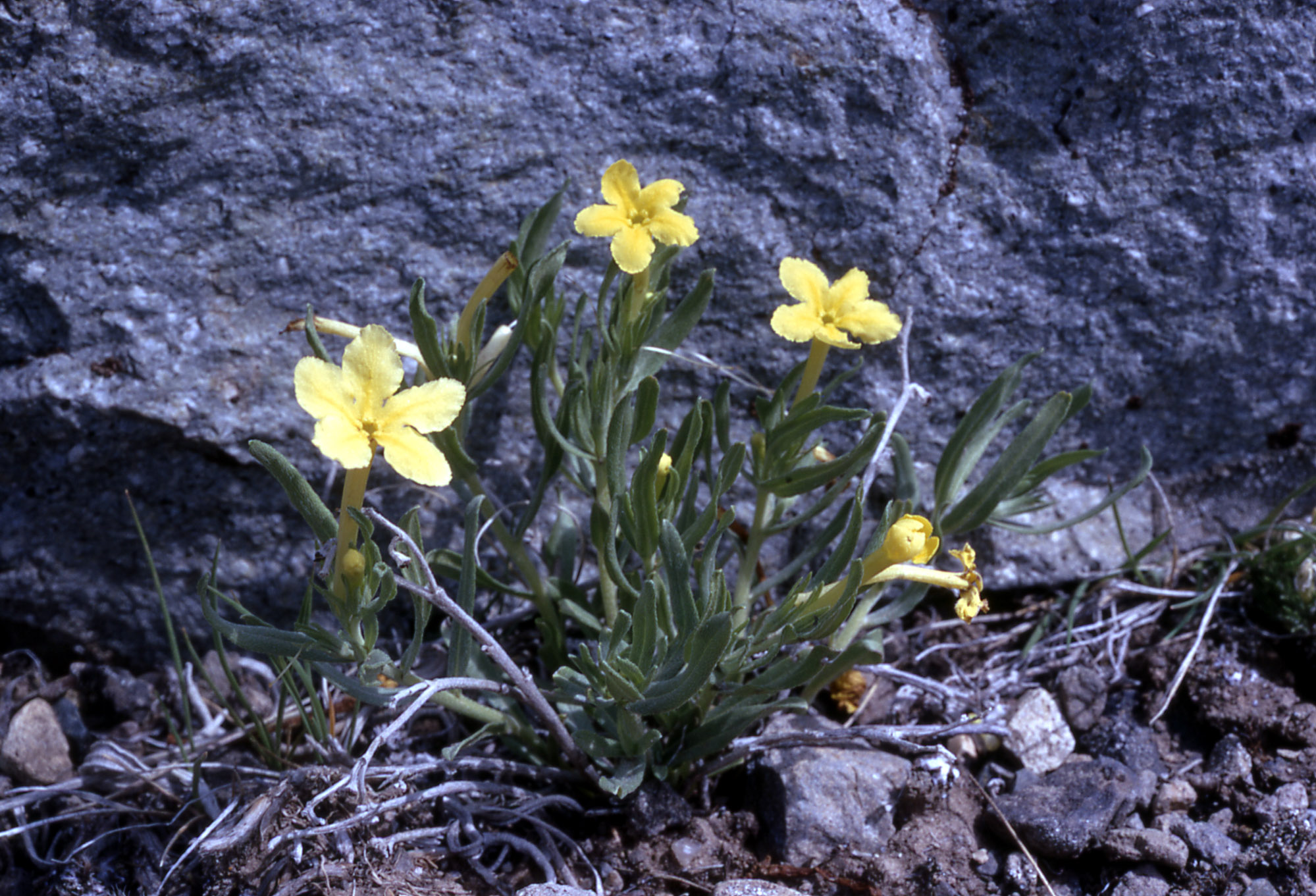
Lithospermum incisum

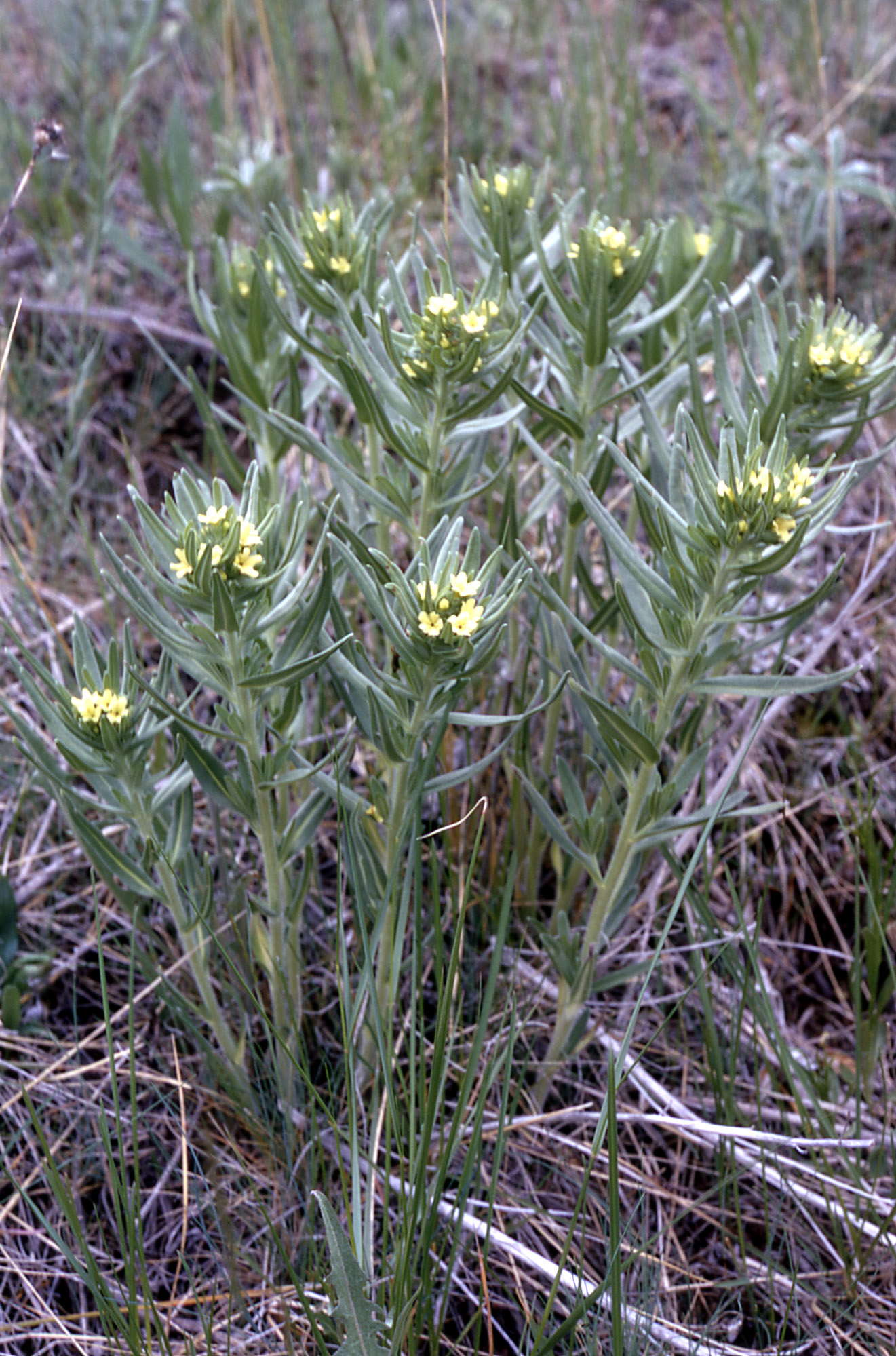
Lithospermum ruderale

A gyöngyköles (Lithospermum) a borágófélék (Boraginaceae) családjába tartozó, vitatott rendszertani besorolású nemzetség. Magyarországon három faj őshonos.

## Tudnivalók
A gyöngyköles-fajok a Föld számos helyén megtalálhatók, kivéve Ausztráliát és Új-Zélandot.
A nemzetség a fényes, fehér, kemény termésekről kapta a magyar nevét. Száruk felálló vagy elheverő, leveleik épek, ép szélűek, tojásdad vagy lándzsás alakúak. Virágaik kiszélesedő tölcsér alakúak, a szirmok színe bíbor, kék, sárga vagy fehér.
A díszes feketemoly (Ethmia pusiella) hernyója szívesen fogyasztja a gyöngyköles-fajok leveleit, főleg a kőmagvú gyöngykölesét.

## Rendszerezés
A nemzetségbe az alábbi 62 faj tartozik:
- Lithospermum album (G.L. Nesom) J. Cohen
- mezei gyöngyköles (Lithospermum arvense) L.
- Lithospermum barbigerum (I.M. Johnst.) J. Cohen
- Lithospermum bejariense A. DC.
- Lithospermum berlandieri I.M. Johnst.
- Lithospermum calcicola B.L. Rob.
- Lithospermum calycosum (J.F. Macbr.) I.M. Johnst.
- Lithospermum canescens (Michx.) Lehm.
- Lithospermum caroliniense (J.F. Gmel.) MacMill.
- Lithospermum chiapense J. Cohen
- Lithospermum cinerascens (A. DC.) I.M. Johnst.
- Lithospermum cobrense Greene
- Lithospermum confine I.M. Johnst.
- Lithospermum cuneifolium Pers.
- Lithospermum diffusum Lag.
- Lithospermum discolor M. Martens & Galeotti
- Lithospermum distichum Ortega
- Lithospermum dodrantale (I.M. Johnst.) J. Cohen
- Lithospermum erythrorhizon Siebold & Zucc.
- Lithospermum euryphyllum Brand
- Lithospermum exsertum (D. Don) J. Cohen
- Lithospermum gayanum I.M. Johnst.
- Lithospermum guatemalense Donn. Sm.
- Lithospermum hancockianum Oliv.
- Lithospermum helleri (Small) J. Cohen
- Lithospermum hintoniorum B.L. Turner
- Lithospermum incisum Lehm.
- Lithospermum indecorum I.M. Johnst.
- Lithospermum jimulcense I.M. Johnst.
- Lithospermum johnstonii J. Cohen
- Lithospermum leonotis (I.M. Johnst.) J. Cohen
- Lithospermum lindbergianum (Rech. f.) I.M. Johnst.
- Lithospermum longifolium Roem. & Schult.
- Lithospermum macbridei I.M. Johnst.
- Lithospermum macromeria J. Cohen
- Lithospermum matamorense DC.
- Lithospermum mediale I.M.Johnst.
- Lithospermum mirabile Small
- Lithospermum muelleri I.M. Johnst.
- Lithospermum multiflorum Torr. ex A. Gray
- Lithospermum nelsonii Greenm.
- Lithospermum notatum (I.M. Johnst.) J. Cohen
- Lithospermum oaxacanum (B.L. Turner) J. Cohen
- Lithospermum oblongifolium Greenm.
- Lithospermum obovatum J. Macbr.
- kőmagvú gyöngyköles (Lithospermum officinale) L.
- Lithospermum onosmodium J. Cohen
- Lithospermum parksii I.M. Johnst.
- Lithospermum peruvianum A. DC.
- Lithospermum pinetorum (I.M. Johnst.) J. Cohen
- Lithospermum pringlei I.M. Johnst.
- Lithospermum rosei (I.M. Johnst.) J. Cohen
- Lithospermum rosmarinifolium Sessé & Moc.
- Lithospermum ruderale Douglas ex Lehm.
- Lithospermum rzedowskii J. Cohen
- Lithospermum sordidum Brand
- Lithospermum strictum Lehm.
- Lithospermum trinervium (Lehm.) J. Cohen
- Lithospermum tubiliflorum Greene
- Lithospermum turneri J. Cohen
- Lithospermum unicum (J.F. Macbr.) J. Cohen
- Lithospermum viride Greene
- Lithospermum zollingeri A. DC.

## Fordítás
- Ez a szócikk részben vagy egészben  a   Lithospermum című angol Wikipédia-szócikk ezen változatának fordításán alapul.  Az eredeti cikk szerkesztőit annak laptörténete sorolja fel. Ez a jelzés csupán a megfogalmazás eredetét és a szerzői jogokat jelzi, nem szolgál a cikkben szereplő információk forrásmegjelöléseként.